# Domenick Lombardozzi
Domenico " Domenick " Lombardozzi (født 25. marts 1976) er en amerikansk skuespiller. Han er bedst kendt for at spille Herc i The Wire, og er samtidig også kendt for sine roller i A Bronx Tale (1993), Entourage og The Irishman (2019).

## Karriere
Lombardozzi blev castet i sin første rolle i en alder af sytten, da Robert De Niro castede ham i A Bronx Tale. Han er kendt for at medvirke i tv-serien Breakout Kings og for sine roller som gangsteren Tony Salerno i Martin Scorsese 's The Irishman (2019), som brandmand i Judd Apatows The King of Staten Island, men er stadig bedst kendt som Herc i The Wire (2002-2008).

## Filmografi

### Film
| År   | Titel                          | Rolle                      | Noter          |
| ---- | ------------------------------ | -------------------------- | -------------- |
| 1993 | A Bronx Tale                   | Nicky Zero                 |                |
| 1997 | Kiss Me, Guodo                 | Joey Chips                 |                |
| 1998 | 54                             | Key                        |                |
| 1998 | Side Streets                   | Politibetjent 1            |                |
| 1999 | Just One                       | Cyrill                     |                |
| 1999 | For Love of the Game           | Tovtrækker-chauffør        |                |
| 1999 | The Young Girl and the Monsoon | Frankie                    |                |
| 2000 | The Yards                      | Todd                       |                |
| 2001 | Kate og Leopold                | Counterman                 | Ukrediteret    |
| 2002 | Love in the Time of Money      | Eddie Iovine               |                |
| 2002 | Phone Booth                    | Wyatt                      |                |
| 2003 | S.W.A.T.                       | GQ                         |                |
| 2005 | Carlito's Way: Rise to Power   | Artie Bottolota, Jr.       | Video          |
| 2006 | Find Me Guilty                 | Jerry McQueen              |                |
| 2006 | Freedomland                    | Leo Sullivan               |                |
| 2006 | Miami Vice                     | Detektiv Stan Switek       |                |
| 2008 | Sympathetic Details            | Vincent                    |                |
| 2009 | Public Enemies                 | Gilbert Catena             |                |
| 2010 | How Do You Know                | Bullpen kande              |                |
| 2012 | Life's a Beach                 | Schmitty                   |                |
| 2013 | Blood Ties                     | Mike                       |                |
| 2013 | The Family                     | Caputo                     |                |
| 2014 | God's Pocket                   | Sal                        |                |
| 2014 | The Gambler                    | Ernie                      |                |
| 2015 | The Wannabe                    | Mickey                     |                |
| 2015 | Entourage                      | Dom                        | Cameo          |
| 2015 | Bridge of Spies                | Agent Blasco               |                |
| 2019 | Cold Pursuit                   | Mustang                    |                |
| 2019 | The Irishman                   | Anthony "Fat Tony" Salerno |                |
| 2020 | The King of Staten Island      | Brandmand Lockwood         |                |
| 2021 | Boogie                         | Træner Hawkins             |                |
| 2022 | Armageddon Time                | Politisergent D'Arienzo    |                |
| TBA  | Reptile                        | TBA                        | Postproduktion |